# Prise de Gibraltar (août 1704)
Pour l’article homonyme, voir Siège de Gibraltar.
Guerre de Succession d'Espagne
Batailles
Campagnes de Flandre et du Rhin
- Landau (1702)
- Friedlingen (1702)
- Kehl (1703)
- Ekeren (1703)
- Höchstädt (1703)
- Spire (1703)
- Schellenberg (Donauworth) (1704)
- Blenheim (1704)
- Landau (1704)
- Vieux-Brisach (1704)
- Eliksem (1705)
- Ramillies (1706)
- Stollhofen (1707)
- Cap Béveziers (1707)
- Cap Lizard (1707)
- Audenarde (1708)
- Wynendaele (1708)
- Lille (1708)
- Gand (1708)
- Malplaquet (1709)
- Douai (1710)
- Bouchain (1711)
- Denain (1712)
- Bouchain (1712)
- Douai (1712)
- Landau (1713)
- Fribourg (1713)

Campagnes d'Italie
- Carpi (1701)
- Chiari (1701)
- Crémone (1702)
- Luzzara (1702)
- Verceil (1704)
- Cassano (1705)
- Nice (1705-1706)
- Calcinato (1706)
- Turin (1706)
- Castiglione (1706)
- Toulon (1707)
- Gaeta (1707)
- Cesana (1708)
- Syracuse (1710)

Campagnes d'Espagne et de Portugal
- Cadix (1702)
- Vigo (navale 1702)
- Cap de la Roque (1703)
- Gibraltar (août 1704)
- Ceuta (1704) (es)
- Málaga (1704)
- Gibraltar (1704-1705)
- Marbella (1705)
- Montjuïc (1705)
- Barcelone (1705)
- Badajoz (1705)
- Barcelone (1706)
- Murcie (1706) (es)
- El Albujón (1706) (es)
- Santa Cruz de Ténérife (1706) (en)
- Almansa (1707)
- Xàtiva (1707)
- Ciudad Rodrigo (1707) (en)
- Lérida (1707)
- Tortosa (1708)
- Minorque (1708)
- Gudiña (1709)
- Almenar (1710)
- Saragosse (1710)
- Brihuega (1710)
- Villaviciosa (1710)
- Barcelone (1713-1714)

Campagnes de Hongrie
- Saint-Gotthard (1703) (en)
- Biskupice (1704) (en)
- Smolenice (1704) (en)
- Koroncó (1704) (en)
- Zsibó (1705) (en)
- Saint-Gotthard (1705) (en)
- Trenčín (1708) (en)

Antilles et Amérique du sud
- Santa Marta (1702)
- Guadeloupe (1703)
- Nassau (1703)
- Colonia del Sacramento (1704)
- Carthagène (1708)
- Rio (1710)
- Carthagène (1711)
- Rio (1711)
- Cassard (1712)

La prise de Gibraltar par les forces anglo-néerlandaises de la Ligue d'Augsbourg s'est déroulée du 1er au 3 août 1704 pendant la guerre de Succession d'Espagne.

## Prélude
Depuis le début de la guerre, les Alliés sont à la recherche d'un port dans la péninsule Ibérique pour contrôler le détroit de Gibraltar et faciliter les opérations navales contre la flotte française en Méditerranée occidentale.
Une tentative pour s'emparer de Cadix, en septembre 1702, s'est soldée par un échec, mais après le succès de la flotte anglo-néerlandaise à la bataille de Vigo en octobre de la même année, les alliés disposent maintenant du port portugais de Lisbonne. Le roi du Portugal, Pierre II, a rompu son alliance avec la France et l'Espagne, et est maintenant partenaire de la Grande Alliance. Avant d'entrer en campagne en Méditerranée les commandants alliés décident de s'emparer de Gibraltar, petite ville sur la côte sud de l'Espagne.

## La bataille

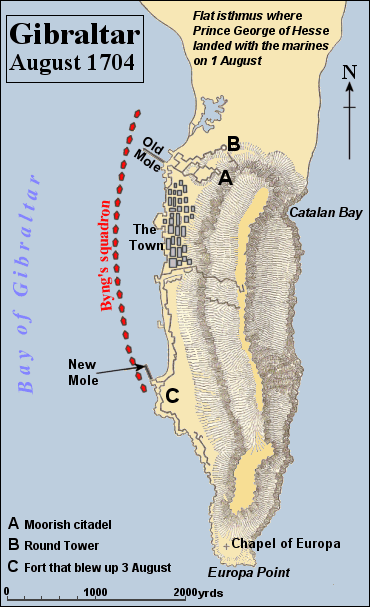
L'attaque de Gibraltar

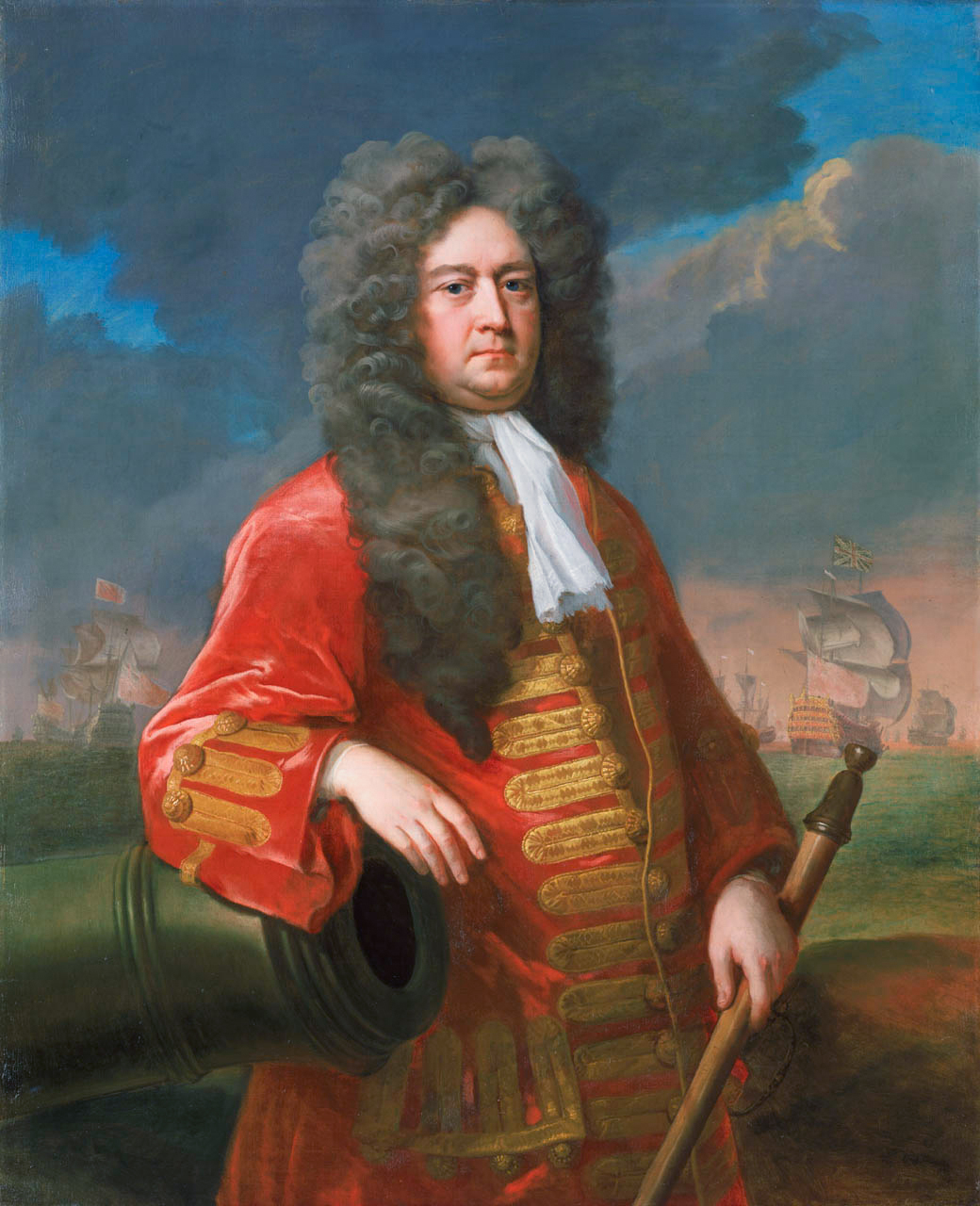
L'amiral George Rooke (1650-1709)

Le 1er août, le Royal Katherine, navire amiral de George Rooke, commandant de la flotte, entre dans la baie pendant que l'escadre de George Byng jette l'ancre.
Ne rencontrant aucune résistance, le prince Georges de Hesse-Darmstadt débarque au nord de la ville avec 1 800 soldats anglais et néerlandais. Postés sur les collines environnantes, les Espagnols sont dispersés par le feu de deux navires envoyés à l'est du rocher.
Sommé, par le prince Georges, de se rendre et de faire allégeance à Charles III, Don Diego de Salinas, gouverneur de Gibraltar, refuse, se déclarant prêt à mourir pour Philippe V. Mais la situation est difficile, il n'a à sa disposition que très peu d'hommes, tout au plus une trentaine de soldats auxquels il convient d'ajouter quelques centaines de miliciens, et son artillerie est défaillante.
L'escadre de Byng s'approche du rivage aussi près que possible. Le Lenox du capitaine Jumper est à portée de mousquet des digues. Ces opérations sont menées dans un calme apparent, à peine troublé par quelques tirs des batteries espagnoles. Vers minuit, le capitaine Edward Whitaker du Dorsetshire dirige une attaque contre un corsaire français, amarré à la vieille digue, qui a fait feu sur les marins débarqués sur l'isthme.
Le 3 août, vers 5 heures, les 22 navires de l'escadre de Byng ouvrent le feu sur les murs et fortifications. En réalité, les dizaines de milliers d'obus tirés font plus de bruit que de réels dommages, mais dans la crainte d'une possible offensive de la flotte française, il s'agit de brusquer les évènements. Le capitaine Whitaker qui agit comme aide-de-camp de Byng, porte ses instructions de navire à navire. À 11 heures, les canons se taisent enfin. Comme la fumée se dissipe, les assaillants se rendent compte que les défenseurs du fort de la nouvelle digue ont pris la fuite. Rooke ordonne aussitôt de débarquer.
Alors que les alliés mettent pied à terre, des civils qui avaient trouvé refuge à la chapelle d'Europa Point à l'extrémité sud de la péninsule, commencent à regagner leurs foyers. Un navire anglais tire un coup de semonce dans leur direction. Aussitôt, le reste de la flotte qui interprète ce tir comme un ordre de rouvrir le feu, reprend le bombardement.
Pendant ce temps, les marins grimpent dans le fort abandonné de la nouvelle digue, mais à ce moment un des magasins du fort explose, faisant 100 à 200 morts. Un moment de panique s'ensuit, provoquant la ruée des survivants vers les navires. Mais le capitaine Whitaker arrive avec des renforts. En quelques minutes, les attaquants se rassemblent et se dirigent au nord, le long du front de mer, vers les remparts de la ville. En arrivant près des murs de Gibraltar, Whitaker arrête les soldats et hisse l'Union Jack sur un des bastions.
Byng débarque à son tour, accompagné de quelques centaines de marins, qui investissent le sud de la ville, tandis qu'au nord, des marins du prince Georges font également leur entrée. Pendant ce temps, les civils bloqués à Europa Point ont été capturés par des soldats anglais. Rooke a donné l'ordre de ne pas les maltraiter. Voyant que tout est perdu, Don Diego accepte les conditions de reddition qui garantissent la vie et les biens de ceux commis à sa garde.

## Conséquences
Le 6 août, le prince Georges de Hesse-Darmstadt entre dans la ville au nom de Charles de Habsbourg qu'il présente comme le futur Charles III d'Espagne, mais les Anglais maintiennent le contrôle effectif de la ville. Par les termes du traité d'Utrecht en 1713, Gibraltar est officiellement cédée à la Grande-Bretagne ; à ce jour, le rocher est toujours aux mains des Britanniques.

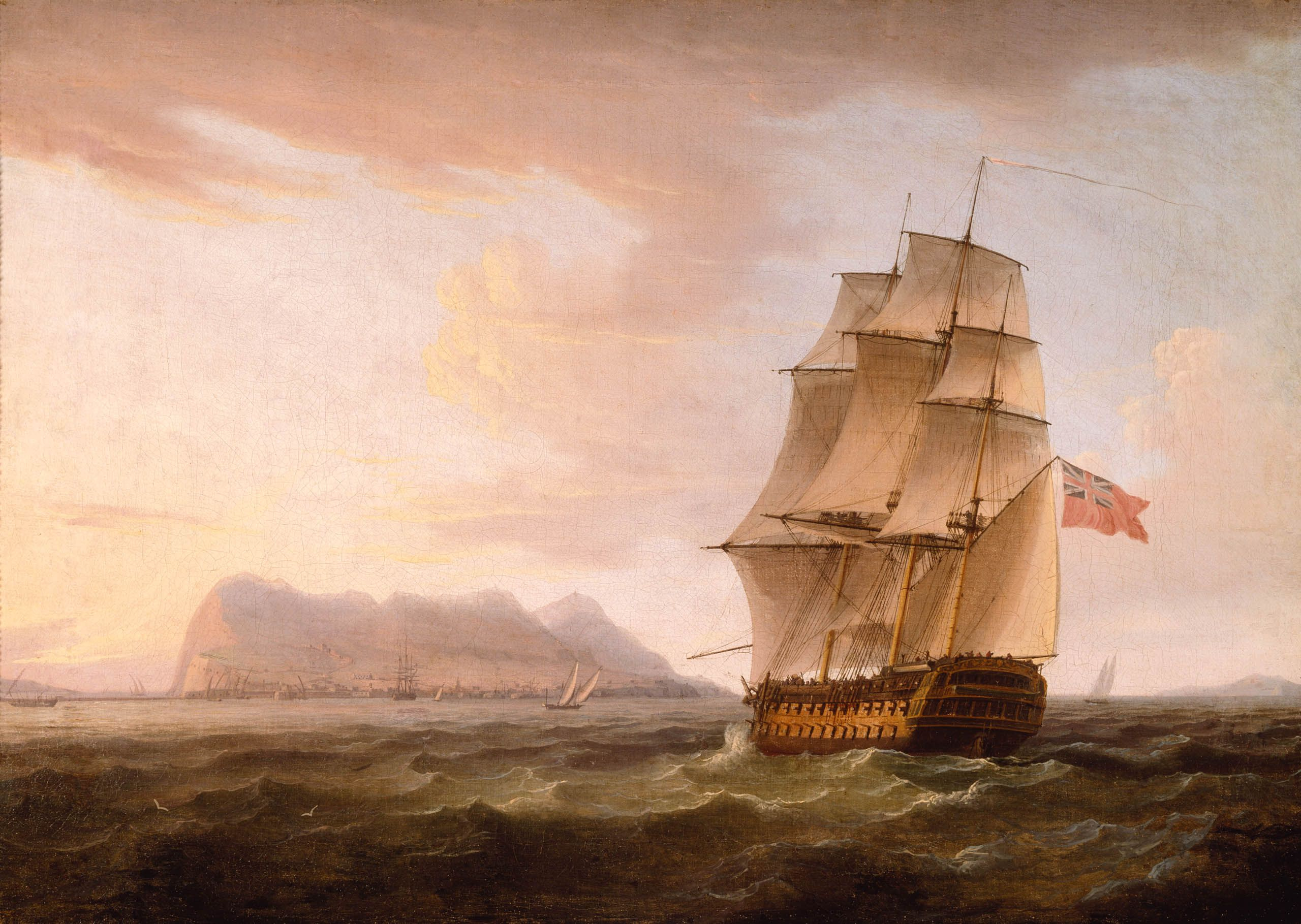
Navire britannique devant le rocher de Gibraltar, par Thomas Whitcombe
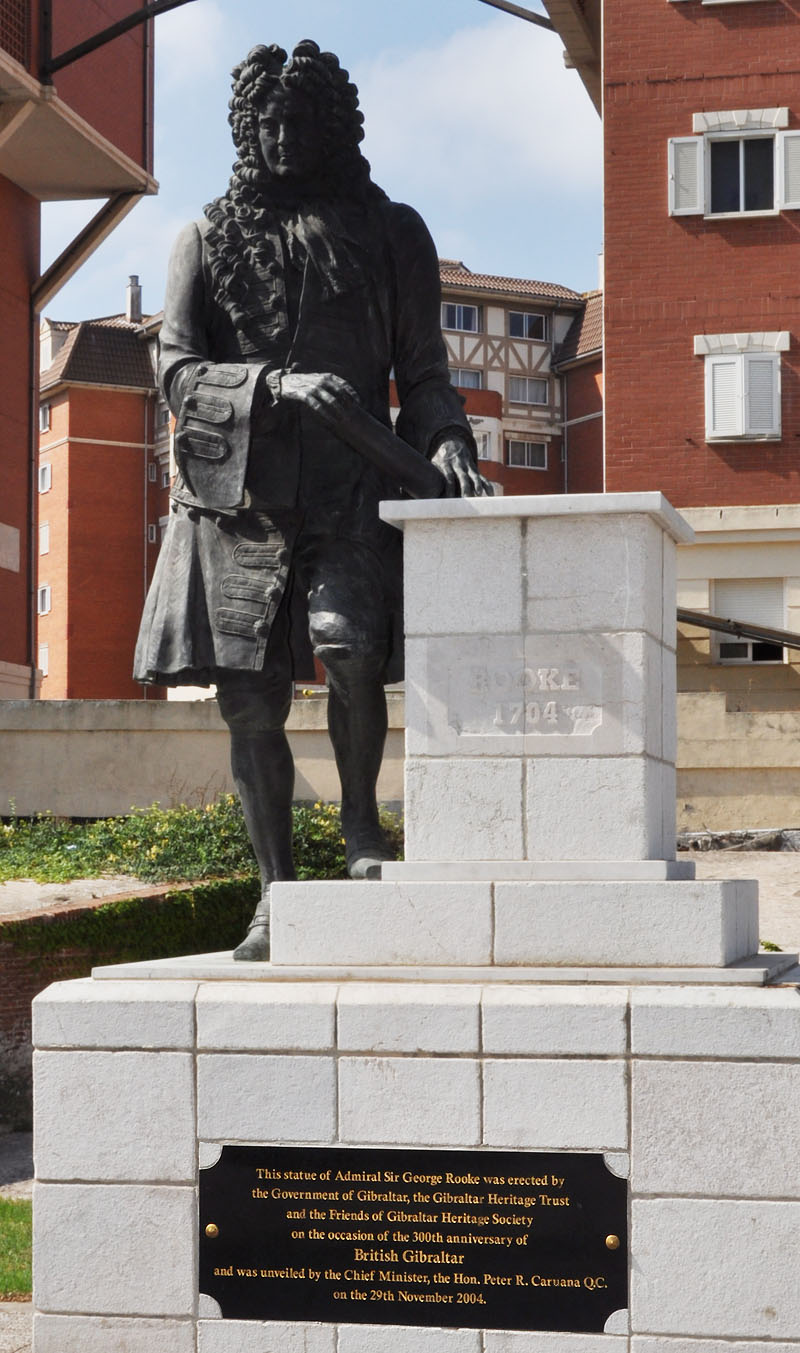
Statue de Georges Rooke, érigée en 2004 pour célébrer le 300e anniversaire de la prise de Gibraltar